# جيفري ك. هادن
جيفري ك. هادن (بالإنجليزية: Jeffrey K. Hadden)‏ هو عالم اجتماع أمريكي، ولد في 22 أغسطس 1936، وتوفي في 26 يناير 2003 في شارلوتسفيل في الولايات المتحدة بسبب سرطان البنكرياس.